# Distretto di Kumage (Kagoshima)
Il distretto di Kumage (熊毛郡, Kumage-gun?) è uno dei distretti della prefettura di Kagoshima, in Giappone.
Attualmente fanno parte del distretto i comuni di Nakatane, Minamitane e Yakushima.